# Sphecodes mutsuoides
Sphecodes mutsuoides är en biart som beskrevs av Kazuhiko Tsuneki 1984. Sphecodes mutsuoides ingår i släktet blodbin, och familjen vägbin. Inga underarter finns listade i Catalogue of Life.